# Spengler Cup 1995
Der Spengler Cup 1995 (französisch Coupe Spengler 1995) war die 69. Auflage des gleichnamigen Wettbewerbs und fand vom 26. bis 31. Dezember 1995 im Schweizer Luftkurort Davos statt. Als Spielstätte fungierte das dortige Eisstadion.
Es siegte das Team Canada, das durch einen 3:0-Sieg im Finalspiel über den HK Lada Toljatti das Turnier gewann. In der Qualifikation hatten die Russen die Partie noch knapp mit 4:3 für sich entschieden. Für die Kanadier war es der fünfte Turniererfolg nach 1984, 1986, 1987 und 1992. Der Kanadier Gilles Thibaudeau war mit sechs Scorerpunkten, darunter fünf Tore, erfolgreichster Akteur des Turniers.

## Modus
Die fünf teilnehmenden Teams spielten zunächst in einer Einfachrunde im Modus «jeder gegen jeden», so dass jede Mannschaft vier Spiele bestritt. Die beiden punktbesten Mannschaften nach Abschluss der zehn Qualifikationsspiele ermittelten schliesslich in einer zusätzlichen Partie den Turniersieger.

## Turnierverlauf

### Qualifikation
| Dezember 1995 | HC Davos | 3:0 (1:0, 1:0, 1:0) | HK Lada Toljatti | Eisstadion, Davos |

| Dezember 1995 | Team Canada | 4:1 (2:0, 2:0, 0:1) | Färjestad BK | Eisstadion, Davos |

| Dezember 1995 | Färjestad BK | 7:1 (2:0, 4:1, 1:0) | HIFK Helsinki | Eisstadion, Davos |

| Dezember 1995 | Team Canada | 7:4 (3:2, 3:0, 1:2) | HC Davos | Eisstadion, Davos |

| Dezember 1995 | HIFK Helsinki | 3:5 (0:2, 2:3, 1:0) | Team Canada | Eisstadion, Davos |

| Dezember 1995 | Färjestad BK | 2:4 (1:3, 0:0, 1:1) | HK Lada Toljatti | Eisstadion, Davos |

| Dezember 1995 | HK Lada Toljatti | 4:3 (3:0, 1:2, 0:1) | Team Canada | Eisstadion, Davos |

| Dezember 1995 | HC Davos | 3:6 (1:0, 0:3, 2:3) | HIFK Helsinki | Eisstadion, Davos |

| Dezember 1995 | HC Davos | 1:4 (1:2, 0:1, 0:1) | Färjestad BK | Eisstadion, Davos |

| Dezember 1995 | HIFK Helsinki | 2:9 (1:3, 0:3, 1:3) | HK Lada Toljatti | Eisstadion, Davos |

| Pl. |                  | Sp | S | N | Tore  | Punkte |
| --- | ---------------- | -- | - | - | ----- | ------ |
| 1.  | HK Lada Toljatti | 4  | 3 | 1 | 17:10 | 6:2    |
| 2.  | Team Canada      | 4  | 3 | 1 | 19:12 | 6:2    |
| 3.  | Färjestad BK     | 4  | 2 | 2 | 14:10 | 4:4    |
| 4.  | HIFK Helsinki    | 4  | 1 | 3 | 12:24 | 4:4    |
| 5.  | HC Davos         | 4  | 1 | 3 | 11:17 | 2:6    |

### Final
| 31. Dezember 1995 12:00 Uhr | HK Lada Toljatti | 0:3 (0:2, 0:0, 0:1) | Team Canada | Eisstadion, Davos |